# 插入排序
插入排序（英語：Insertion Sort）是一种简单直观的排序算法。它的工作原理是通过构建有序序列，对于未排序数据，在已排序序列中从后向前扫描，找到相应位置并插入。插入排序在实现上，通常采用in-place排序（即只需用到{\displaystyle O(1)}的额外空间的排序），因而在从后向前扫描过程中，需要反复把已排序元素逐步向后挪位，为最新元素提供插入空间。

## 記載
最早擁有排序概念的機器出現在1901至1904年間由赫爾曼·何樂禮發明出使用基數排序法的分類機，此機器系統包括打孔，制表等功能，1908年分類機第一次應用於人口普查，並且在兩年內完成了所有的普查數據和歸檔。
赫爾曼·何樂禮在1896年創立的分類機公司的前身，為電腦製表記錄公司（CTR）。他在電腦製表記錄公司曾擔任顧問工程師，直到1921年退休，而電腦製表記錄公司在1924年正式改名為IBM。

## 概述

使用插入排序为一列数字进行排序的过程

Insertion Sort 和打撲克牌時，從牌桌上逐一拿起撲克牌，在手上排序的過程相同。
舉例：
輸入： {5 2 4 6 1 3}。
首先拿起第一張牌, 手上有 {5}。
拿起第二張牌 2, 把 2 insert 到手上的牌 {5}, 得到 {2 5}。
拿起第三張牌 4, 把 4 insert 到手上的牌 {2 5}, 得到 {2 4 5}。
以此類推。

## 算法
一般来说，插入排序都采用in-place在数组上实现。具体算法描述如下：
1. 从第一个元素开始，该元素可以认为已经被排序
2. 取出下一个元素，在已经排序的元素序列中从后向前扫描
3. 如果该元素（已排序）大于新元素，将该元素移到下一位置
4. 重复步骤3，直到找到已排序的元素小于或者等于新元素的位置
5. 将新元素插入到该位置后
6. 重复步骤2~5

## 範例程式碼
此范例程序以C语言实现。
```
void
 
insertion_sort
(
int
 
arr
[],
 
int
 
len
){

        
int
 
i
,
j
,
key
;

        
for
 
(
i
=
1
;
i
!=
len
;
++
i
){

                
key
 
=
 
arr
[
i
];

                
j
=
i
-1
;

                
while
((
j
>=
0
)
 
&&
 
(
arr
[
j
]
>
key
))
 
{

                        
arr
[
j
+
1
]
 
=
 
arr
[
j
];

                        
j
--
;

                
}

                
arr
[
j
+
1
]
 
=
 
key
;

        
}

}

```

此范例程序以Objective C实现。
```
-
 
(
NSMutableArray
 
*
)
insertionSort
:
(
NSArray
 
*
)
array
 
{

    
NSMutableArray
 
*
sortArray
 
=
 
[
array
 
mutableCopy
];

    
NSNumber
 
*
key
 
=
 
@
(
0
);

    
int
 
j
 
=
 
0
;

    
for
 
(
int
 
i
 
=
 
1
;
 
i
 
<
 
sortArray
.
count
;
 
i
++
)
 
{

        
key
 
=
 
array
[
i
];

        
j
 
=
 
i
 
-
 
1
;

        
while
 
((
j
 
>=
 
0
)
 
&&
 
[
sortArray
[
j
]
 
integerValue
]
 
>
 
[
key
 
integerValue
])
 
{

            
sortArray
[
j
 
+
 
1
]
 
=
 
sortArray
[
j
];

            
j
 
--
;

        
}

        
sortArray
[
j
 
+
 
1
]
 
=
 
key
;

    
}

    
return
 
sortArray
;

}

```

### Julia (程式語言)
```
# Julia Sample : InsertSort

function
 
InsertSort
(
A
)

  
for
 
i
=
2
:
length
(
A
)

    
key
 
=
 
A
[
i
]

    
j
=
i
-
1

    
while
 
(
j
>=
1
)
&&
(
A
[
j
]
>
key
)

      
A
[
j
+
1
]
=
A
[
j
]

      
j
-=
1

    
end

    
A
[
j
+
1
]
=
key

  
end

  
return
 
A

end

# Main Code

A
 
=
 
[
16
,
586
,
1
,
31
,
354
,
43
,
3
]

println
(
A
)
               
# Original Array

println
(
InsertSort
(
A
))
   
# Insert Sort Array

```

## 算法复杂度
如果目标是把n个元素的序列升序排列，那么采用插入排序存在最好情况和最坏情况。最好情况就是，序列已经是升序排列了，在这种情况下，需要进行的比较操作需{\displaystyle n-1}次即可。最坏情况就是，序列是降序排列，那么此时需要进行的比较共有{\displaystyle {\frac {1}{2}}n(n-1)}次。插入排序的赋值操作是比较操作的次数减去{\displaystyle n-1}次，（因为{\displaystyle n-1}次循环中，每一次循环的比较都比赋值多一个，多在最后那一次比较并不带来赋值）。平均来说插入排序算法复杂度为{\displaystyle O(n^{2})}。因而，插入排序不适合对于数据量比较大的排序应用。但是，如果需要排序的数据量很小，例如，量级小于千；或者若已知輸入元素大致上按照順序排列，那么插入排序还是一个不错的选择。
插入排序在工业级库中也有着广泛的应用，在STL的sort算法和stdlib的qsort算法中，都将插入排序作为快速排序的补充，用于少量元素的排序（通常为8个或以下）。

## 延伸閱讀
- [97严]  严蔚敏，吴伟民，《数据结构C语言版》，清华大学出版社，1997年4月
- [99殷]  殷人昆，陶永雷，谢若阳，盛绪华，《数据结构（用面向对象方法与C++描述）》，清华大学出版社，1999年7月